# Lamprosema noctalis
Lamprosema noctalis là một loài bướm đêm trong họ Crambidae.